# Instituto Cervantes

Logo des Instituto Cervantes

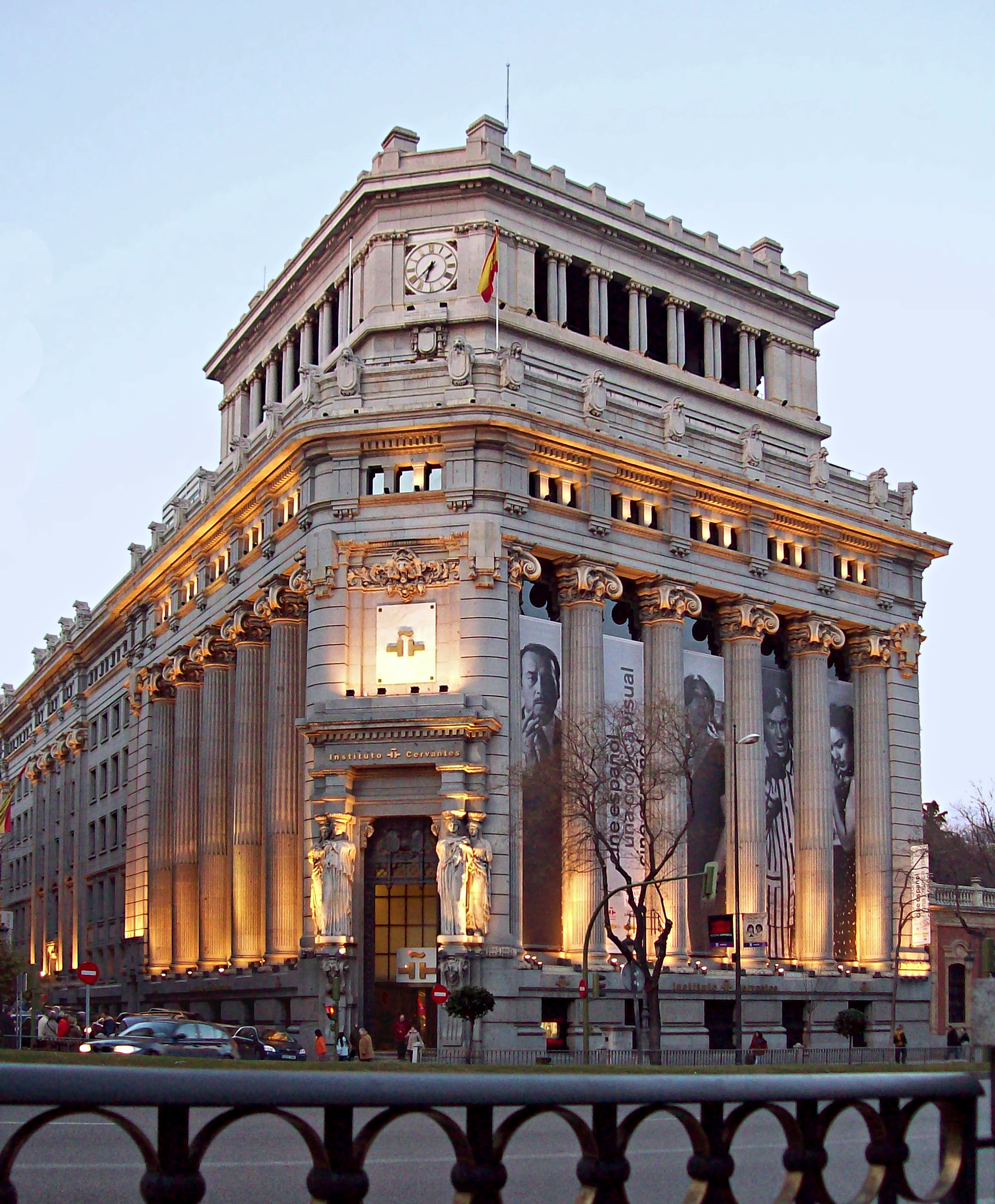
Hauptsitz des Instituto Cervantes in Madrid

Das Instituto Cervantes [instiˈtuto θerˈβantes] wurde 1991 vom spanischen Staat mit dem Ziel gegründet, die spanische Sprache zu fördern und zu verbreiten sowie die Kultur Spaniens und aller spanischsprachigen Länder im Ausland bekannt zu machen.
Das Kulturinstitut ist eine gemeinnützige und öffentliche Einrichtung. Es ist das spanische Pendant zum Goethe-Institut.
Der Hauptsitz befindet sich in Madrid und Alcalá de Henares, dem Geburtsort des Schriftstellers Miguel de Cervantes. Das Instituto Cervantes ist weltweit die größte Institution für die spanische Sprache. Es existieren mehr als 70 Zentren auf fünf Kontinenten.
Im deutschsprachigen Raum gibt es sechs Cervantes-Institute: Berlin, Bremen, Frankfurt, Hamburg, München und Wien.

## Tätigkeit

### Spanischunterricht
Das Institut bietet allen, die Spanisch lernen oder ihre Spanischkenntnisse verbessern möchten, Sprachkurse an, die auf die jeweiligen individuellen Bedürfnissen abgestimmt sind.
Es werden Sprachkurse auf sechs Niveaustufen mit steigendem Schwierigkeitsgrad angeboten, welche auf die im Kurs zu erwerbende Sprachverwendungskompetenz des Teilnehmers abgestimmt sind. Die Kurse können sowohl in den Zentren, als auch online durchgeführt werden.

### Lehrerfortbildung
In den Kursen verbessern Lehrer ihre Sprachkenntnisse und vervollkommnen ihre Lehrmethoden.
Die Fortbildungskurse stehen auch allen Hochschulabsolventen und Studenten offen, die einen zusätzlichen Abschluss auf dem Gebiet Spanisch als Fremdsprache erwerben möchten.
Das Instituto Cervantes hat an seinem Sitz in Alcalá  de Henares (Madrid) das Fortbildungszentrum für Spanischlehrer Centro de Formación de Profesores de Español geschaffen, das die Aus- und Fortbildung der Lehrenden unter Berücksichtigung ihrer methodischen Wünsche und Vorstellungen koordiniert.

### Bibliotheken des Instituto Cervantes
Die Bibliotheken des Instituts dienen dem Kennenlernen der  spanischsprachigen Kultur.
Sie verfügen über mehr als eine Million Medien in verschiedenen Formaten. Sprachschüler und Studenten, Lehrer, Journalisten und alle, die mehr über die spanischsprachige Kultur erfahren möchten, besuchen die Bibliotheken regelmäßig.
Die Bibliotheken des Instituts in Deutschland befinden sich in den Städten, in denen diese Institution einen Sitz hat, also in Berlin, Bremen, Frankfurt am Main, Hamburg und München. Zusammen haben sie einen Bestand von mehr als 80.000 Medien. Der fachliche Schwerpunkt liegt auf der spanischen und lateinamerikanischen Sprache und Kultur. Der Großteil der Bestandsmedien ist in spanischer Sprache, obwohl man auch einige Dokumente auf Deutsch und in den anderen offiziellen Sprachen des spanischen Staats finden kann (Katalanisch, Galicisch und Baskisch). Die Schwerpunkte bilden Literatur, Film, Spanisch als Fremdsprache und Musik.
Es gibt aber auch Werke aus den Bereichen Geschichte, Geographie, Biographien, Enzyklopädien und Wörterbücher, sozialwissenschaftliche Schriften, Kinder- und Jugendliteratur sowie Comics, Kunst, Architektur und Fotografie, die jeweils Bezug auf den hispanischen Kontext nehmen. Des Weiteren werden auch Zeitschriftensammlungen angeboten sowie eine Sammlung von Dokumenten, die sich denjenigen  Schriftstellern widmen, deren Namen die jeweiligen Bibliotheken tragen. Eine kleine Sektion bietet Literatur zum Thema der spanisch-deutschen Beziehungen.
Es ist möglich, den Großteil der Bestände auszuleihen und mit nach Hause zu nehmen. Von jeder einzelnen Bibliothek hat man durch Fernleihe Zugriff auf das Netzwerk der Bibliotheken des Instituto Cervantes (RBIC). Es werden außerdem ein Informationsservice, Internetzugang in den Leseräumen, WLAN, Benutzerberatung und kulturelle Veranstaltungen (Buchpräsentationen, Buchbesprechungen etc.) angeboten.
Das digitale Angebot der Bibliotheken konzentriert sich auf die Online-Ausleihe und das Herunterladen von E-Books und Hörbüchern sowie die Einsichtnahme in die elektronischen Medien (Datenbanken, digitale Presse etc.).

### Kulturprogramm
Die Kulturinstitute des Instituts fördern die Kultur in ihren vielfältigen Ausdrucksformen wie Literatur, bildende Künste, Film, darstellende Künste, Musik und Philosophie.
Das Institut arbeitet sowohl mit den Kulturträgern in Spanien als auch mit den Institutionen an den verschiedenen Standorten zusammen. Dies gibt uns die Möglichkeit, die jeweiligen Aspekte der spanischsprachigen Kultur, die auf besonderes Interesse stoßen, kennenzulernen.

## Centro Virtual Cervantes
Das im Jahr 1997 vom Instituto Cervantes eingeweihte Centro Virtual Cervantes widmet sich der spanischen Sprache und der spanischsprachigen Kultur.

## Spanischsprachdiplome
Das Spanischsprachdiplom DELE ist das offizielle Zeugnis mit internationaler Anerkennung, das die Kenntnis des Spanischen als Fremdsprache bescheinigt. Es wird im Namen des spanischen Bildungsministeriums vom Instituto Cervantes ausgestellt.

## Partnereinrichtungen des Instituto Cervantes
Zum Verbund der Partnereinrichtungen (Red de Centros Asociados) gehören Sprachschulen und Einrichtungen, die Spanisch unterrichten und deren Qualität durch das Instituto Cervantes überprüft wurde. In Spanien sind über 100 Einrichtungen als Partnereinrichtung (Centros Acreditados por el Instituto Cervantes) anerkannt. Außerhalb Spaniens sind etwa 30 Einrichtungen anerkannt (Centros Asociados al Instituto Cervantes). In Ländern der Europäischen Union befinden sich Centros Asociados in Deutschland, Großbritannien, Irland und Portugal. Im deutschsprachigen Ländern befinden sich Partnereinrichtungen in Deutschland und in der Schweiz.